# Ótátrafüredi Siklóvasút

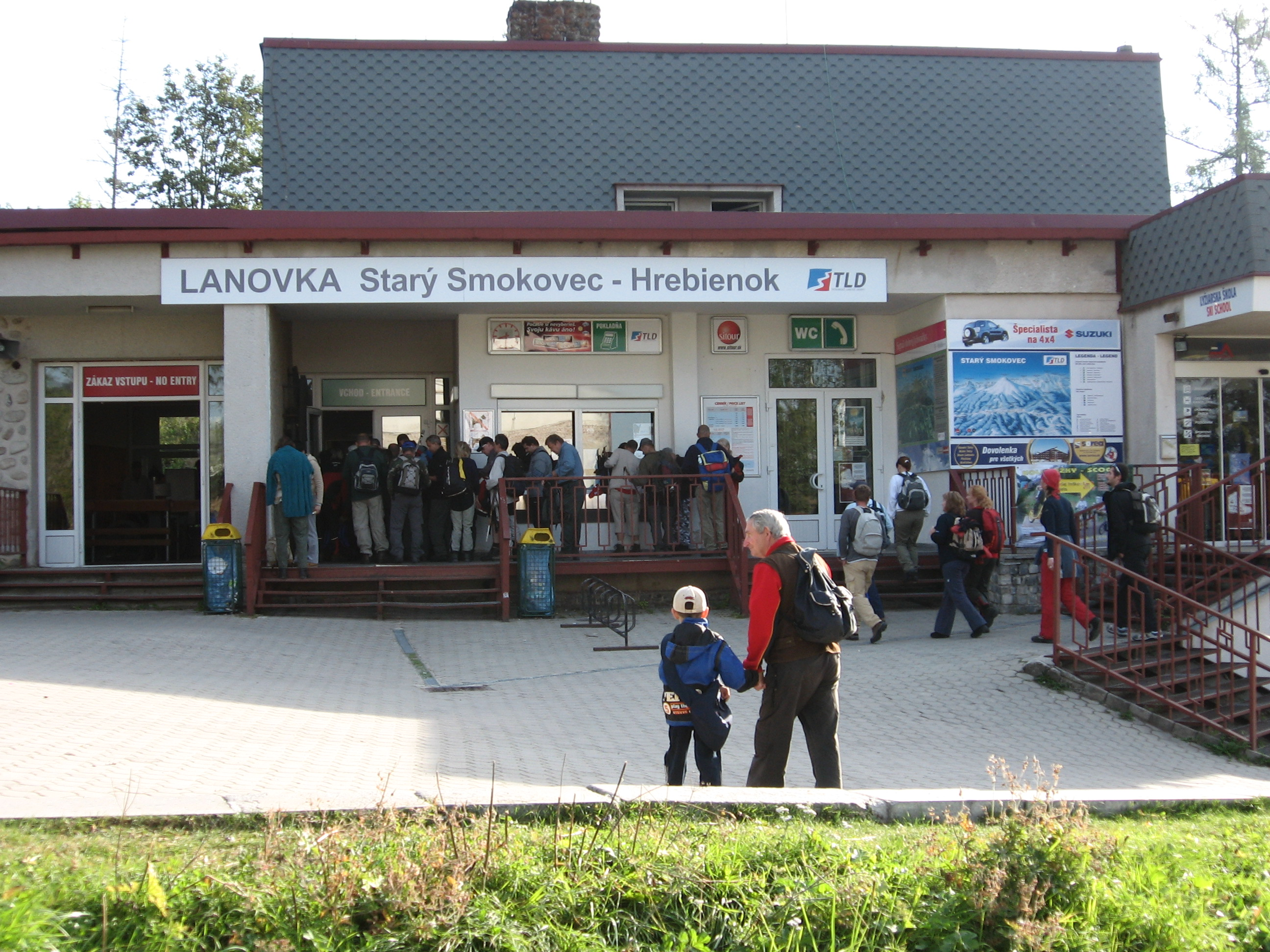
Ótátrafüred állomás

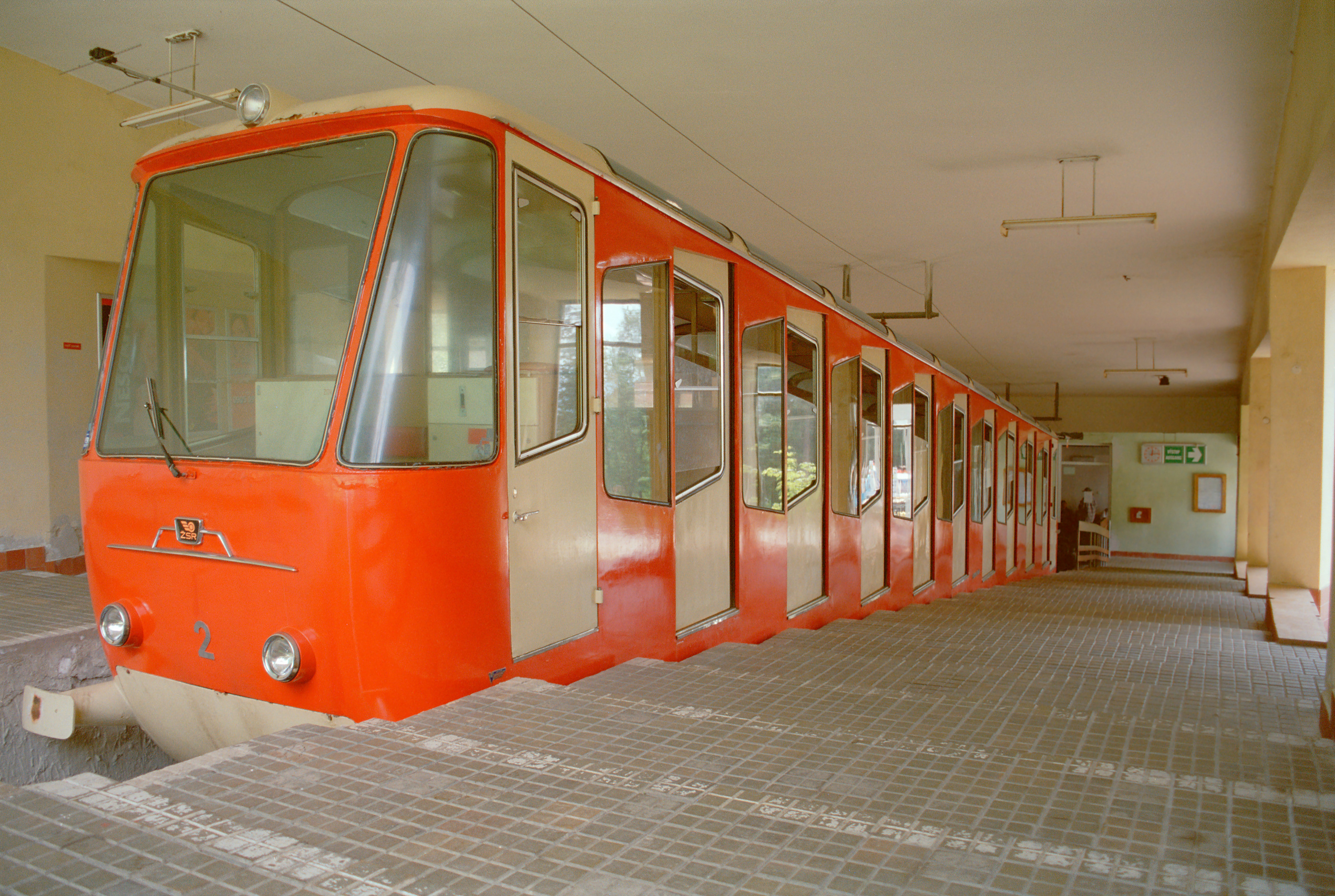
A sikló a tátrafüredi végállomáson – 2007-ig

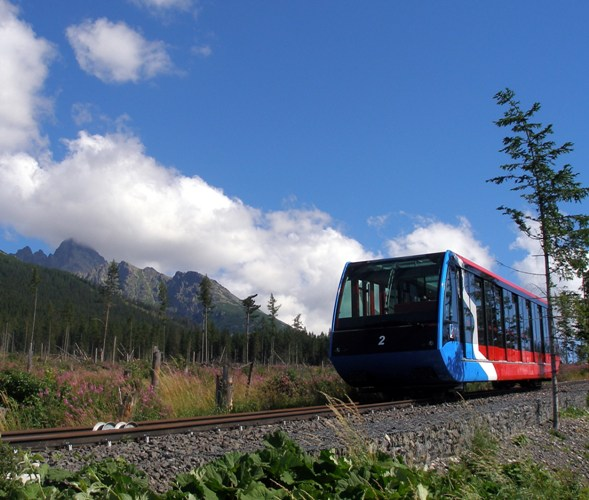
A sikló 2. számú kocsija

Az Ótátrafüredi Siklóvasút (szlovákul Pozemná lanová dráha Starý Smokovec – Hrebienok) Ótátrafüred (Starý Smokovec) és a Tarajka (Hrebienok) hegycsúcsnál lévő turistakomplexum között közlekedő sikló a Magas-Tátrában, Szlovákiában.

## Története
Az eredeti tarajkai siklóvasút még Magyarországról érkezett a Magas-Tátrába. A magas-tátrai vasútvonalak megteremtésében úttörőszerepet játszó poprádi cég, a Matejka és Kriger (Matejka Vince és Kriger Vilmos) rendelte meg az akkori Osztrák–Magyar Monarchia területén működő Ganz gyárból. Hosszú évek előkészületei után a sikló 1908. december 20-án szállította az első turistákat. Ez az eredeti nyomvonalán egészen 1967-ig üzemelt.
A sikló nagyjavítását 1967-ben végezték el. Az egész közlekedési rendszer technológiáját az olasz Ceretti-Tanfani cég szállította. Az új kocsik 45 utas helyett majdnem 130-at szállítottak egyszerre. A modernebb technikának köszönhetően a menetidő is lecsökkent hét percre a korábbi tizenegy percről.
2007 novemberében cserélték le a két régi szerelvényt újra. Az új kocsik a svájci fővárosból, Bernből érkeztek, a Garanventa gyárából. A Garanventa az osztrák Doppelmayr céggel közösen építette ki az új siklóvasutat, amely az eddigi 130 helyett 160 főt képes egyszerre szállítani. A felújítás körülbelül 250 millió koronába (kb. 1,9 milliárd Ft) került.

## Műszaki paraméterek

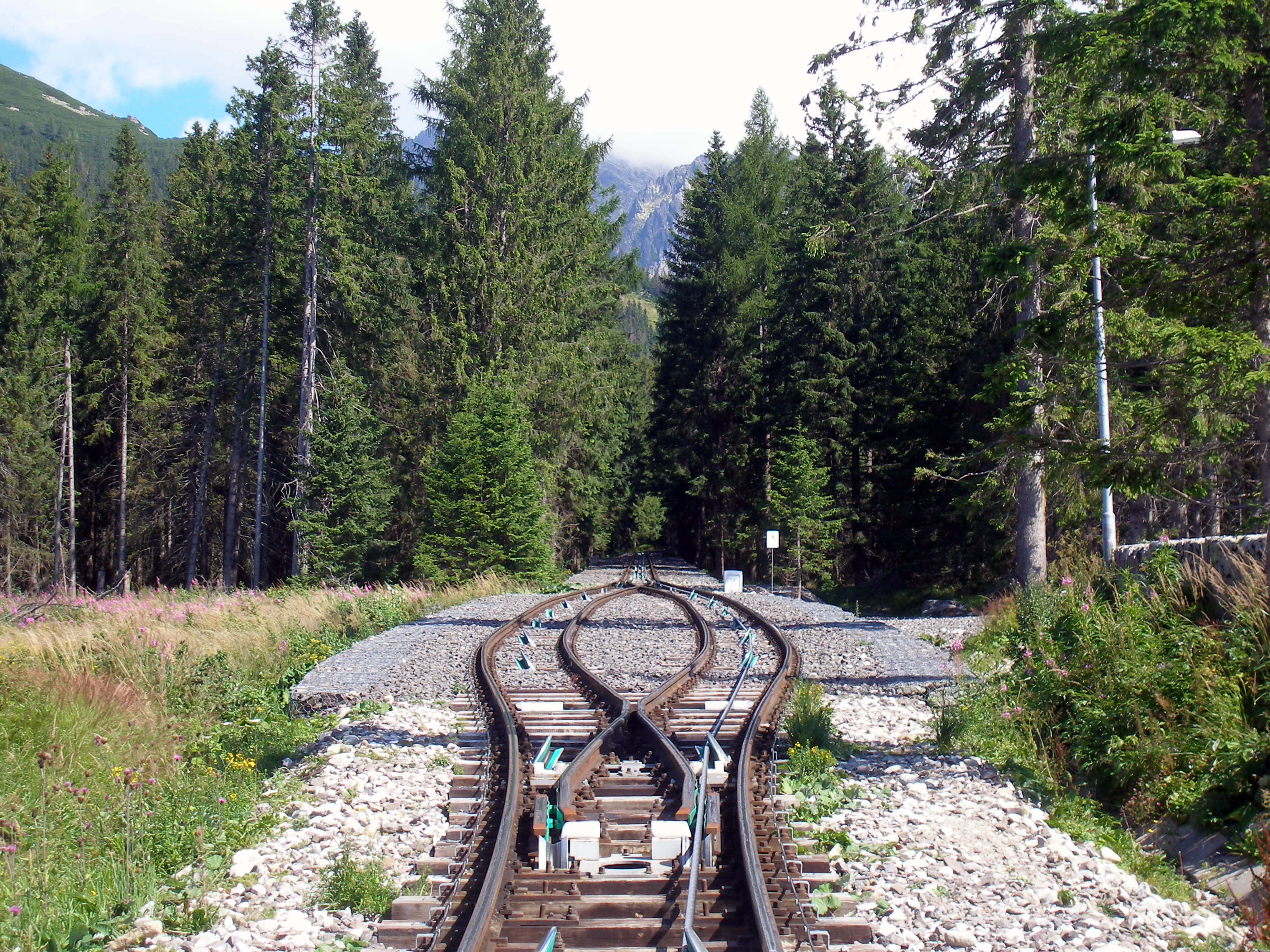
Kitérő

- Alsó állomás: Ótátrafüred – 1025 m
- Felső állomás: Tarajka – 1263 m
- A pálya teljes hossza: 1937 méter
- Szintkülönbség: 255 méter
- Menetidő: 7 perc (2007-ig a régi sikló) 5 perc (2008-tól az új szerelvények)* Max. sebesség: 10 m/s.
- Maximális emelkedés: 149‰ (13,41 fok)
- Maximális szállítási férőhely: 128 személy (2007-ig a régi sikló) 160 személy (2008-tól az új szerelvények)
- Maximális szállítási kapacitás: 900 személy/óra
- Tulajdonos: Tatranske lanove drahy, a.s. (TLD), honlap
- Üzemidő: naponta 7.30 órától - 19.00 óráig

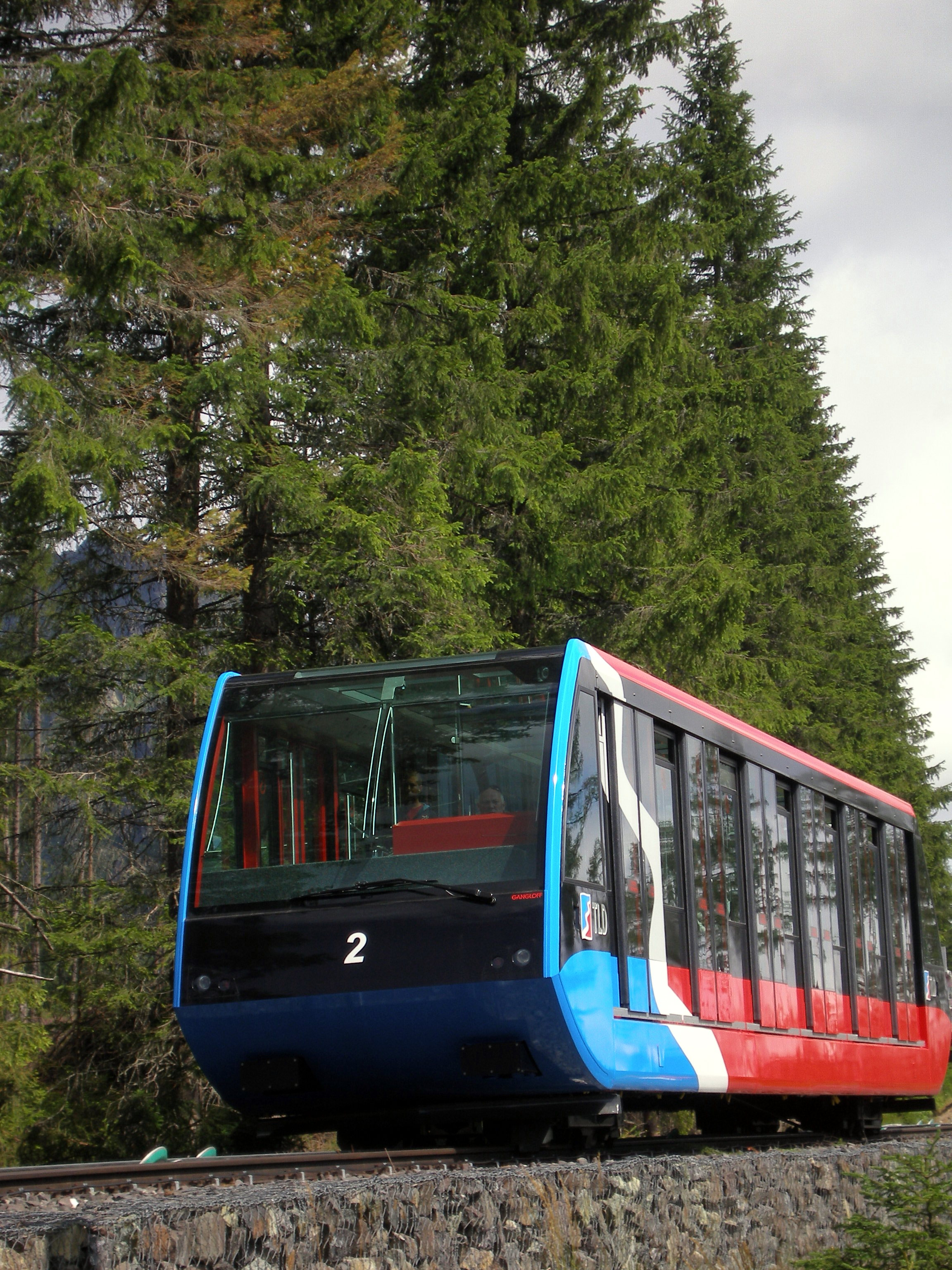
Sikló a pályán – 2008-tól

## Külső hivatkozások
- Lanovky.sk – Információk (szlovákul)
- A TLD honlapja
- Árak télen és nyáron (angolul)